# Fidéline Dujeu
Fidéline Dujeu (4 mars 1972 - ) est une romancière belge, originaire de la province de Namur.
Après sa licence en philosophie et son agrégation, elle se lance durant de nombreuses années dans l'enseignement et la formation d'adultes. Elle se consacre également à la gravure, l'art du conte et surtout l'écriture.
Son premier roman, Coquillages, paraît en 2004 aux éditions Le Somnambule équivoque. Depuis, tout s'enchaîne.  Elle écrit L'île Berceau en 2005 et Guère d'homme, en février 2007, toujours aux éditions le Somnambule Équivoque. Pour ce dernier roman, elle reçoit le Prix du Public décerné par les Bibliothèques du Hainaut.
En 2008, elle publie un petit livre illustré (à destination du public jeunesse) : Petit Tom et l'embrouillamini, paru aux Éditions Tandem. Cette même année, la ville de Mons édite une de ses nouvelles: Aux trois verds chapeaux dans le cadre d'un projet collectif destiné à célébrer les enseignes de la capitale hennuyère.[réf. souhaitée]
L'écrivain anime régulièrement des ateliers d'écriture sous le label "Ateliers de l'Escargot".
Elle revient au centre de l'actualité littéraire en 2010 avec un roman intitulé Angie qui rend un hommage délicat à Janis Joplin et aux chanteuses de blues qui paraît à nouveau au Somnambule Équivoque.
Cette dernière maison d'édition s'étant mise en suspens depuis 2013, Fidéline Dujeu publie désormais ses œuvres de fiction chez Ker : "Au ciel de son lit" en 2013 et "Des barreaux aux fenêtres" en 2014. Elle a également publié un livre consacré à la ville de Charleroi aux éditions du Basson.
Fidéline Dujeu fait également partie de la Compagnie L'y(n)fini. Elle a mis en scène son texte "Au ciel de son lit", interprété par Lydia Septale Vegetabile et mis en lumière par Nicolas Olivier.
Elle est par ailleurs thérapeute en constellations familiales.